# Henry Watterson

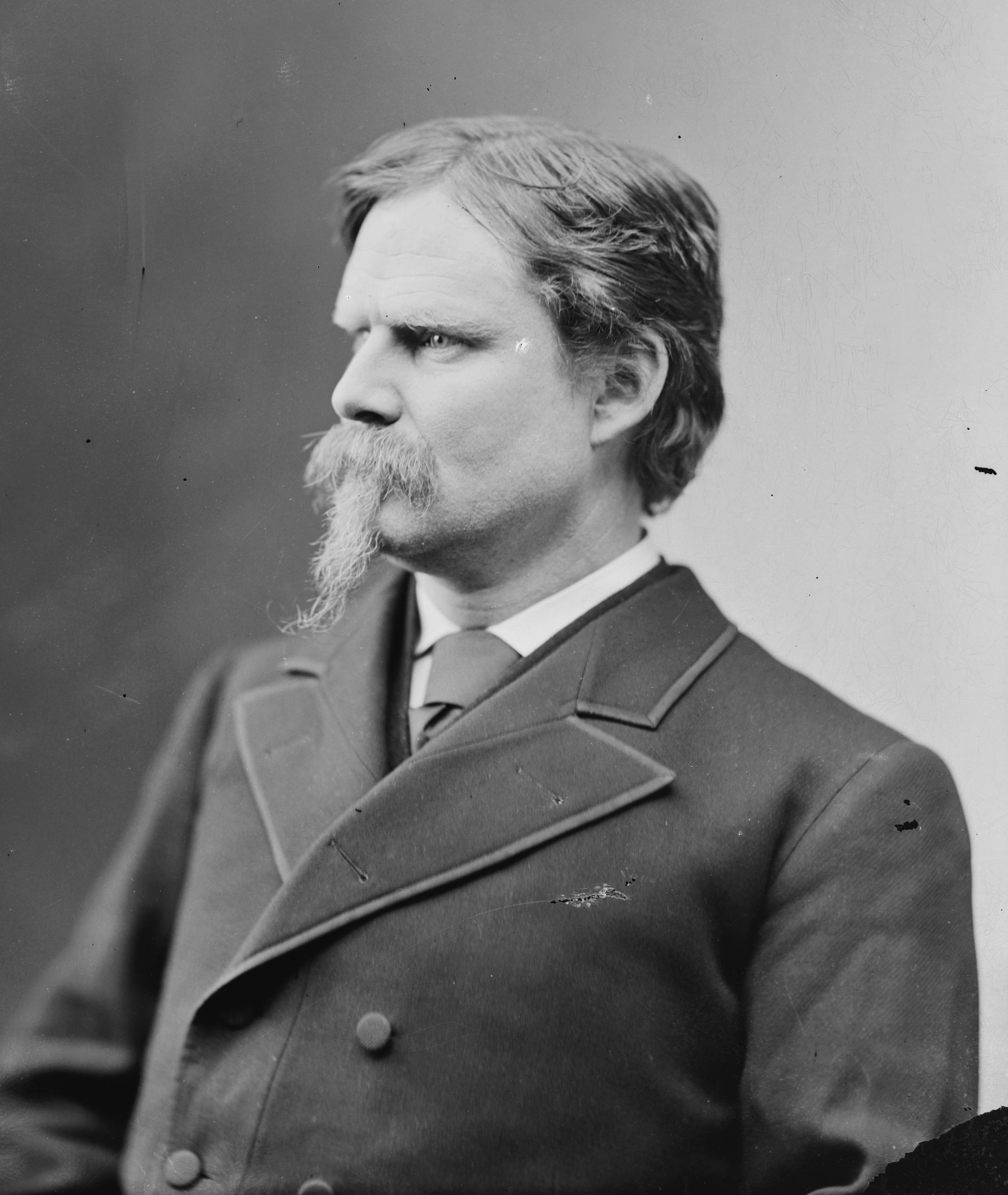
Henry Watterson

Henry Watterson (* 16. Februar 1840 in Washington, D.C.; † 22. Dezember 1921 in Jacksonville, Florida) war ein US-amerikanischer Politiker und Journalist. Zwischen 1876 und 1877 vertrat er den Bundesstaat Kentucky im US-Repräsentantenhaus.

## Werdegang
Henry Watterson war ein Sohn von Harvey Magee Watterson (1811–1891), der zwischen 1839 und 1843 den Staat Tennessee im Kongress vertrat. Er war außerdem ein Neffe von Stanley Matthews (1824–1889), der von 1877 bis 1879 US-Senator für den Staat Ohio war. Watterson genoss eine private Ausbildung. Danach besuchte er die Academy of the Diocese of Pennsylvania in Philadelphia. In den folgenden Jahren begann er eine Laufbahn als Journalist. Er war Zeitungskorrespondent und Verleger. Dabei war er zunächst in Washington und dann in Nashville tätig. Während des Bürgerkrieges diente er im Heer der Konföderation. Dort war er in einigen Generalstäben tätig.
Nach dem Krieg verlegte Watterson in verschiedenen Orten Zeitungen, ehe er sich in Louisville (Kentucky) niederließ. Dort verlegte er die Zeitung „Louisville Journal“. Diese Zeitung vereinigte er mit einigen anderen Blättern zum „Courier Journal“, das er 50 Jahre lang herausgeben sollte. Politisch war Watterson zunächst Mitglied der Liberal Republican Party. Dann schloss er sich der Demokratischen Partei an. Im Jahr 1876 war er zeitweise Vorsitzender der Democratic National Convention.
Nach dem Tod des Kongressabgeordneten Edward Y. Parsons wurde Watterson im fünften Wahlbezirk von Kentucky als dessen Nachfolger in das US-Repräsentantenhaus in Washington gewählt, wo er am 12. August 1876 sein neues Mandat antrat. Da er bei den regulären Kongresswahlen des Jahres 1876 auf eine erneute Kandidatur verzichtete, konnte er bis zum 3. März 1877 nur die laufende Legislaturperiode seines Vorgängers im Kongress beenden. Zwischen 1880 und 1892 war Watterson Delegierter auf allen Bundesparteitagen der Demokraten. Außerdem arbeitete er weiterhin als Journalist. Im Jahr 1918 erhielt er den Pulitzer-Preis für seine Artikel, die den Eintritt der Vereinigten Staaten in den Ersten Weltkrieg rechtfertigten. Watterson machte sich auch als Rezitator und Redner einen Namen.
Hanry Watterson war mit Rebecca Ewing verheiratet. Er starb am 22. Dezember 1921 in Jacksonville und wurde in Louisville beigesetzt.